# 阿尔特梅基舍赫厄
阿尔特梅基舍赫厄（德語：Altmärkische Höhe，發音：[ˈaltˌmɛʁkɪʃə ˈhøːə]，意为“阿尔特马克的高地”）是德国萨克森-安哈尔特州施滕达尔县的市镇，面积98.9平方千米，2023年12月31日人口为1,779人。该市镇于2010年1月1日由市镇博克、布雷奇、加格尔、海利根费尔德、科瑟包、洛瑟和吕克施泰特合并而成。